# Kategoria e Parë 1930
La Kategoria e Parë 1930 è stata la prima edizione della massima serie del campionato albanese di calcio. Disputato tra il 6 aprile ed il 6 luglio 1930, fu vinto dallo Sportklub Tiranë.

## Formula
Le squadre partecipanti erano sei. Il torneo consisteva in un turno di andata e ritorno per un totale di 10 giornate. Non erano previste retrocessioni.

## Squadre partecipanti
- Bashkimi Shkodran
- Skënderbeu
- Tirana
- Teuta
- Elbasani
- Valona

## Classifica
|                    | Pos. | Squadra           | Pt | G  | V | N | P | GF | GS | DR  |
| ------------------ | ---- | ----------------- | -- | -- | - | - | - | -- | -- | --- |
| Albania (bandiera) | 1.   | Tirana            | 14 | 10 | 5 | 4 | 1 | 17 | 7  | +10 |
|                    | 2.   | Skënderbeu        | 14 | 10 | 5 | 4 | 1 | 14 | 5  | +9  |
|                    | 3.   | Bashkimi Shkodran | 13 | 10 | 4 | 5 | 1 | 20 | 14 | +6  |
|                    | 4.   | Teuta             | 8  | 10 | 3 | 2 | 5 | 12 | 17 | -5  |
|                    | 5.   | Elbasani          | 7  | 10 | 3 | 1 | 6 | 9  | 20 | -11 |
|                    | 6.   | Valona            | 4  | 10 | 1 | 2 | 7 | 4  | 13 | -9  |

Legenda:

      Campione d'Albania
Note:

Due punti a vittoria, uno a pareggio, zero a sconfitta.
Il campionato vide il SK Tirana e il Skënderbeu terminare a pari punti. Nel previsto incontro di spareggio il Skënderbeu non si presentò determinando la vittoria per il club di Tirana.

## Verdetti
- Tirana campione d'Albania

## Risultati
| Casa \ Trasferta  | SHK | SKB | TEU | TIR | URA | VLO |
| ----------------- | --- | --- | --- | --- | --- | --- |
| Bashkimi Shkodran |     | 2-4 | 3-3 | 3-2 | 1-1 | 2-1 |
| Skënderbeu Korçë  | 0-0 |     | 2-0 | 0-0 | 4-0 | 0-0 |
| Teuta Durrës      | 2-3 | 0-2 |     | 2-2 | 3-1 | 1-0 |
| Sportklub Tiranë  | 1-1 | 0-0 | 3-0 |     | 3-1 | 3-0 |
| KS Elbasan        | 0-4 | 1-2 | 1-0 | 0-2 |     | 2-0 |
| Sportklub Vlorë   | 1-1 | 2-0 | 0-1 | 0-1 | 1-2 |     |